# IBM Svenska AB
IBM Svenska Aktiebolag, brukar kallas enbart IBM Sverige, är ett svenskt IT-företag som är ett dotterbolag till det multinationella IT-jätten International Business Machines Corporation (IBM).

## Historik
Dotterbolaget grundades 2 april 1928 som Affärsmaskinaktiebolaget International och sålde hålkortsmaskiner, klockor och vågar.

## Verksamhet
De har som uppgift att sälja affärssystem, programvaror och andra IT-relaterade produkter och tjänster till sina företagskunder inom Sveriges gränser.
IBM Svenska har regionala kontor i Göteborg, Malmö och Sundsvall.

### Neddragningar
IBM hade tidigare långt fler anställda på flera orter i Sverige, bland annat efter att man tagit över IT-avdelningar från svenska storföretag. I början av 2003 lade ett kontor i Östersund med 157 anställda ner. Kontoret hade tagit över av Ericsson året innan. År 2005 varslade IBM även om nedläggning av verksamheten i Västerås, Eskilstuna, Linköping, Alingsås och Huskvarna. Det påverkade 538 anställda, varav majoriteten fanns i Västerås. Efter dessa neddragningar koncentrerades verksamheten till Stockholm, Göteborg, Malmö och Sundsvall. När varslen lades hade IBM runt 4000 anställda i Sverige.

## Samarbete med högskolor och universitet
Företaget är en av medlemmarna, benämnda Partners, i Handelshögskolan i Stockholms partnerprogram för företag som bidrar finansiellt till högskolan och nära samarbetar med den vad gäller forskning och utbildning.